# Лактат марганца
Лактат марганца — органическое химическое соединение,
соль марганца и молочной кислоты
с формулой Mn(C3H5O3)2,
светло-розовые кристаллы,
растворяется в воде,
образует кристаллогидраты.

## Получение
- Растворение карбоната марганца в растворе молочной кислоты:

{\displaystyle {\mathsf {MnCO_{3}+2C_{3}H_{6}O_{3}\ \xrightarrow {} \ Mn(C_{3}H_{5}O_{3})_{2}+CO_{2}\uparrow +H_{2}O}}}

## Физические свойства
Лактат марганца образует светло-розовые кристаллы.
Растворяется в воде и этаноле.
Образует кристаллогидраты состава Mn(C3H5O3)2•n H2O, где n = 2 и 3.